# Frank Mankiewicz
Frank Fabian Mankiewicz (16 de maig, de 1924 - 23 d'octubre de 2014) va ser un periodista estatunidenc.

## Biografia
La infància i adolescència de Mankiewicz, transcorre a Beverly Hills, Califòrnia, envoltat pel món de Hollywood. El seu pare, era el screenwriter Herman Mankiewicz, coautor de pel·lícules com Citizen Kane, i el seu oncle, Joseph Mankiewicz, director Tot sobre Eva i Cleopatra.
Mankiewicz es graduà en ciència política per UCLA el 1947; s'especialitzà el 1948 en periodisme a la Universitat de Colúmbia i prosseguí els seus estudis fins a l'any 1955 a Berkeley. Ha estat president de la National Public Radio, director regional del Peace Corps a llatinoamerica, i director de campanya a les eleccions presidencials de 1972 del candidat democrata George McGovern. Fou secretari de premsa del Senador Robert Francis Kennedy i l'encarregat de comunicar la seva mort, després de l'atemptat.
El seu treball en política i els seus forts lligams amb el Partit Demòcrata li va fer guanyar un lloc a la llista negra d'oponents de Richard Nixon. Fou candidat a ocupar un lloc a la Cambra de Representants dels Estats Units per Maryland, l'any 1974, però va perdre les eleccions.
Mankiewicz i Nofziger Lyn van ser els principals oponents de la conversió al sistema mètric 1970 dels Estats Units, en gran part gràcies al fet que aconseguiren convèncer el president Ronald Reagan. L'any 1984, Frank Mankiewicz va començar a escriure per a la revista Quarante propietat de Kathleen Katz de Arlington. Un dels seus articles, datats de 1985 va ser un dels primers a assenyalar com la cobertura televisiva de la política havia canviat.
Mankiewicz va viure a Washington D.C. amb la seva muller Patricia O'brien i parlava espanyol i francès. El seu fill Josh Mankiewicz és un corresponsal de notícies de NBC, mentre que el seu fill Ben Mankiewicz es dedica al món del cinema.